# Carlos A. Cooks
Carlos Alexander Cooks (Santo Domingo, 23 de junho de 1913 — Nova Iorque, 6 de maio de 1966) foi um ativista e defensor do nacionalismo negro. Era filho de James Henry Cooks e Alice Cooks, que eram originários da ilha de São Martinho. Foi educado majoritariamente em Santo Domingo até se mudar para a cidade de Nova Iorque em 1929 e começar o ensino superior. Seu envolvimento na Associação Universal para o Progresso Negro não é uma surpresa, já que tanto seu tio quanto seu pai estavam entre os muitos são-martinhenses que eram membros da organização liderada por Marcus Garvey. Ele foi um elo fundamental na história do nacionalismo negro estadunidense entre Marcus Garvey antes dele e Malcolm X, a quem ele influenciou. Carlos Cooks administrou a Divisão de Avanço da AUPN depois que Marcus Garvey foi deportado. Ele também fundou o Movimento Nacionalista Africano Pioneiro.
Faleceu de um ataque cardíaco em sua casa na Rua 131, nº 43, no Harlem, Nova Iorque, no dia 6 de maio de 1966, aos 53 anos.

## Relação com Marcus Garvey
O ídolo filosófico de Cooks, que desempenhou o papel mais importante em sua vida política e carreira, foi Marcus Garvey. Sua exposição a Garvey começou nos dias da infância, quando ele foi levado às reuniões dos movimentos de Garvey por seu pai e tio. Ele então se juntou à União Garvey e sua Legião Africana Universal. Também é dito que, aos dezenove anos, Cooks foi condecorado por Garvey, tornando-se membro do movimento.
Cooks considerava Garvey despido de ego e dizia que todos seus pensamentos e ações durante sua vida foram dedicados para o avanço e melhoria do status dos negros nos Estados Unidos da América. Ao contrário de Garvey, Cooks era muito cético em relação a W. E. B. Du Bois, quem ele considerava um empregado dos brancos da Associação Nacional para o Progresso de Pessoas de Cor. Em sua obra intitulada Marcus Garvey Champion of African Redemption, Cooks descreve Du Bois como um opositor do garveyismo que atacava e ridicularizava o movimento através da sua revista Crisis.
Muitos credenciam o desenvolvimento do Movimento Nacionalista Africano Pioneiro (MNAP) como significativamente inspirado por Marcus Garvey e seus ensinamentos do pan-africanismo e libertação negra.

## O Movimento Nacionalista Africano Pioneiro
Nascido da Associação Universal para o Progresso Negro de Marcus Garvey, o Movimento Nacionalista Africano Pioneiro foi fundado por Carlos Cooks em 23 de junho de 1941. Ele imaginou o MNAP como "uma sociedade educativa, inspiradora, instrutiva, construtiva e expansiva... composta de pessoas que desejam uma confraternidade progressiva, digna, cultural, fraternal e racial entre os povos africanos ao redor do mundo."

## Palestras e obras
Algumas de suas obras mais conhecidas incluem:
1. Why Black nationalism
2. Fundamentalism: A Call to Action
3. The Nationalist Manifesto
4. Racial Integration—A Sociological Farce
5. The Tragic Consequences of White Psychology
6. American Tradition Vetoes Integration
7. Strange, Isn't It?
8. Harlem—Citadel of the Caste
9. Marcus Garvey Champion of African Redemption
10. Lumumba foils Colonialist Plot to Partition the Congo
11. Kwame Nkrumah of Ghana
12. Jomo Kenyatta, Man of Africa

Cooks também deu palestras públicas sobre pan-africanismo entre 1945 e 1966. Umas das mais conhecidas são:
1. Passing the Baton Garvey to Cooks (junho a dezembro de 1954)
2. Hair Conking; Buy Black (maio–dezembro de 1955)
3. Gamal Abdel Nasser; Marcus Garvey Day (maio–dezembro de 1955)
4. Ras and the Caste (janeiro–dezembro de 1956)
5. Ethiopia; Haiti; Liberia; Kenya; the Black Woman (janeiro–dezembro de 1966)
6. Native Africans; Civil Rights (3 de abril de 1966)
7. Religion (8 de abril de 1966)
8. Lucifer, God and Civil Rights (10 de abril de 1966)
9. The Caste Woman (15 de abril de 1966)
10. Organization (15 de abril de 1966)
11. Yankee-Doodleism vs. Nationalism
12. Jews, Crackers and the Caste (24 de abril de 1966)